# 第3號交響曲 (浦羅哥菲夫)

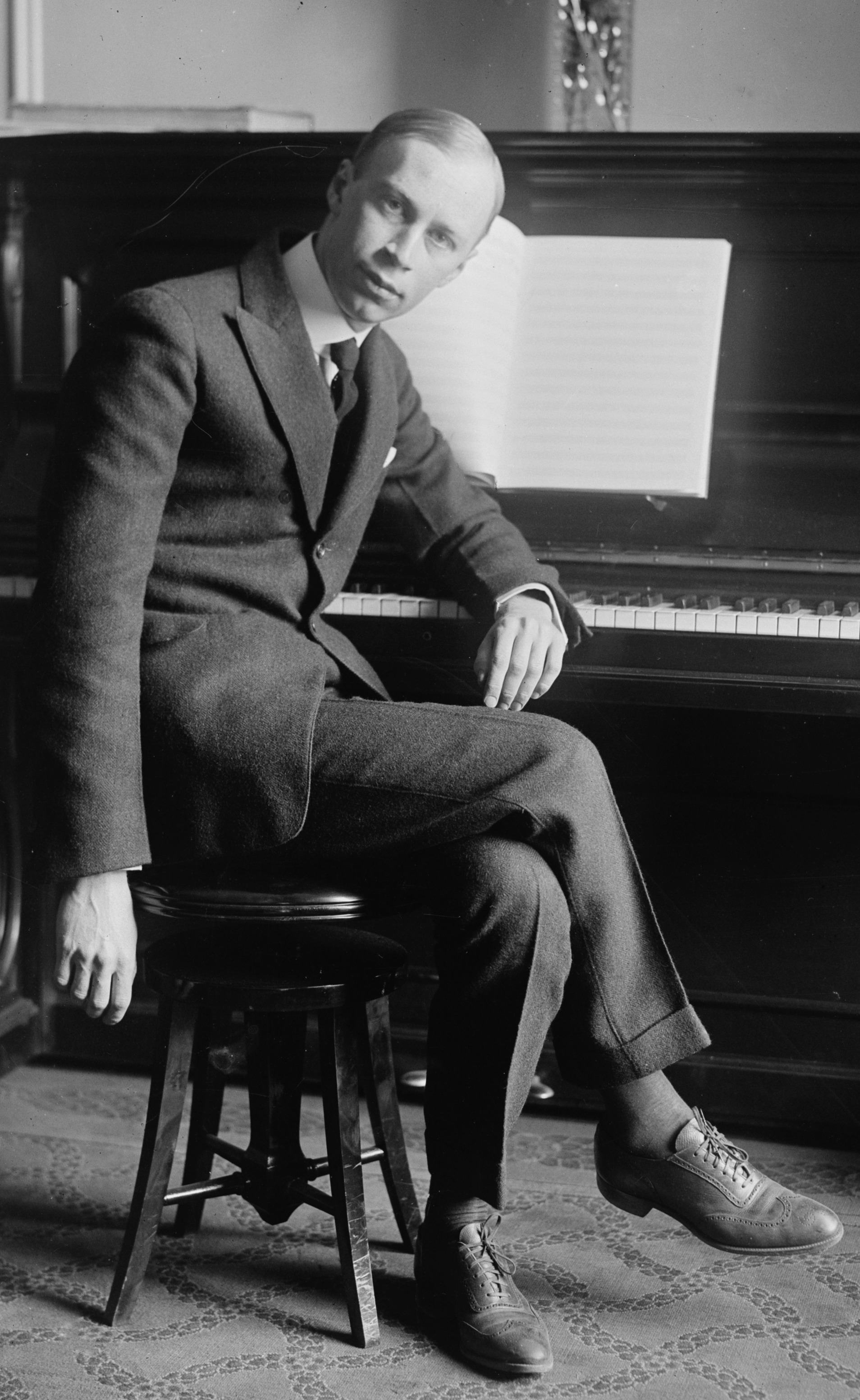
C小調第3號交響曲作者浦羅哥菲夫

C小調第3號交響曲，作品44，是俄國作曲家浦羅哥菲夫的音樂作品。創作於1928年。

## 背景
1927年，浦羅哥菲夫根據了勃留索夫（Valery Bryusov）的同名小說，完成了他的歌劇《火天使》（The Fiery Angel），並打算安排由布魯諾·華爾特於德國國家歌劇院上演，可惜因為作曲家未能依時完成而遭取消。縱然後來由庫塞維茲基（Serge Koussevitzky）把歌劇的第二幕部份以音樂會形式公演，但反應卻甚差。
由於浦羅哥菲夫前後花了近八年在這齣歌劇上，他非常不願意看到作品就此被丟忘，於是便抽出當中的部份旋律，改寫成一首新的交響曲。（及後的《第4號交響曲》，亦是採用相同的方法去寫成。）
未知是否作曲家有預感還是巧合，《火天使》在他有生之年，不論是蘇聯國內（蘇共在他未回國前，早就將它禁了）或是國外都未曾有機會上演。首次的全劇公演要到1954年才在法國巴黎舉行，而俄國的首演更延至蘇聯解體後才能實現。

### 首演
1929年5月17日於巴黎進行首演，由皮埃尔·蒙特擔任指揮。

### 出版
1931年由俄国音乐出版社出版，题献给作曲家米亚斯科夫斯基。

## 分析

### 樂隊編制
基本上沿用了《第2號交響曲》的配器、只是絃樂部份加入了兩支豎琴；另外，作曲家偏愛在管絃樂曲中使用的鋼琴，也沒有在本曲中採用（後來的《第4號交響曲》，第一版本也沒有採用鋼琴，但第二版本卻又加回）。
| - 木管 - 短笛 - 長笛：2 - 雙簧管：2 - 英國管 - 單簧管：2 - 低音單簧管 - 低音管：2 - 倍低音管 | - 銅管 - 圓號：4 - 小號：3 - 長號：3 - 大號 | - 定音鼓 - 敲擊樂器 - 大鼓 - 小鼓 - 鈸 - 鑼 - 響板 - 鈴鼓 - 鐘 | - 豎琴：2 - 弦樂器 |

依照工具書《管弦樂作品手冊》指示，上述之配器可簡記為"*3 *3 *3 *3—4 3 3 1—tmp+2—2hp—str"。

### 樂曲結構
本曲共分為四個樂章：
1. 中板（Moderato）
2. 行板（Andante）
3. 激動的快板（Allegro agitato）－小快板（Allegretto）
4. 稍快的行板（Andante mosso）－中速的快板（Allegro moderato）：有別於一般的終曲樂章，本曲的篇幅相對較為短小，以第1及第3樂章的素材重覆使用為主，最後回到全曲最開頭的氣氛下完結。

## 評價
。不过也有人认为这部作品是普罗科菲耶夫在欧洲完成的一部佳作，独特的创作风格不仅反映在取材的特殊性方面，同时还体现在各种表现手法的精益求精和对表现主义戏剧性风格的追求上。 

## 外部連結
- 浦羅哥菲夫第3號交響曲：国际乐谱典藏计划上的乐谱